# Prooncholaimus ornatus
Prooncholaimus ornatus är en rundmaskart som beskrevs av Hans August Kreis 1932. Prooncholaimus ornatus ingår i släktet Prooncholaimus och familjen Oncholaimidae. Inga underarter finns listade i Catalogue of Life.